# Parafia św. Zofii Wdowy w Krzeczowie
Parafia św. Zofii Wdowy w Krzeczowie – parafia rzymskokatolicka, znajdująca się w archidiecezji częstochowskiej, w dekanacie Działoszyn.

## Historia
Parafia powstała w 1957 r. Funkcję świątyni parafialnej pełnił neogotycki kościółek z XIX w., znajdujący się przy głównej drodze. Został on rozebrany pod koniec lat 90 XX w. W obecnym kościele znajduje się obraz św. Zofii przeniesiony z tamtej świątyni. Obecny kościół został wzniesiony w latach 1999-2000. W dniu 23 lipca 2000 r. poświęcił go arcybiskup częstochowski Stanisław Nowak. 
Parafia obejmuje miejscowości Mokre, Kochlew, Broników oraz Niżankowice. W Niżankowicach znajduje się kaplica św. Jana Chrzciciela.
W parafii działa Rada Parafialna, pięć kół różańcowych i Akcja Katolicka.

## Proboszczowie
- ks. Jan Skibiński
- ks. Andrzej Chałupka (2009-?)
- ks. Adam Martyna (2015-obecnie)